# Rocket Factory Augsburg
Die Rocket Factory Augsburg (kurz RFA) ist ein deutsches Raumfahrtunternehmen mit Sitz in Augsburg. RFA entwickelt Trägerraketen und Raumfahrzeuge.

## Geschichte
Die Rocket Factory Augsburg AG wurde 2018 gegründet.
Im April 2022 belegte das Unternehmen den zweiten Platz beim „Microlauncher-Wettbewerb“ der Deutschen Raumfahrtagentur (DLR) und erhielt dafür 11 Millionen Euro Fördergelder der ESA. Im August 2023 beteiligte sich der Wagniskapitalgeber KKR mit einem Investment von 30 Millionen Euro an RFA.
Die Rocket Factory Augsburg ist neben Isar Aerospace und HyImpulse eines der drei ersten deutschen Unternehmen, die orbitale Trägerraketen entwickeln. Als erstes dieser drei Unternehmen testete RFA im Juni 2023 eine Raketenstufe. Das Raumfahrt-Analystenhaus Capital Momentum schätzt RFA als den technisch führenden deutschen Raketenbauer ein.
Im August 2024 kam es bei Tests auf dem  Weltraumbahnhof Saxavord Spaceport der schottischen Insel Unst zu einer Raketenexplosion. Gleichwohl wurde im Januar 2025 von der Civil Aviation Authority (CAA) die Lizenz zum Start von zehn Raketen erteilt.
Durch das Boost!-Programm der Europäischen Weltraumorganisation wurden Rocket Factory Augsburg im November 2024 weitere 11,8 Millionen Euro vergeben.

## Produkte in Entwicklung
Die RFA One ist eine dreistufige, mit Flüssigtreibstoffen betriebene orbitale Trägerrakete, welche bis zu 1600 Kilogramm Nutzlast in etwa 400 km hohe Erdorbits befördern können soll. Ein erster Start soll 2025 vom Weltraumbahnhof Saxavord Spaceport auf den Shetlandinseln erfolgen. Es wurden auch Starts von der ehemaligen Diamant-Startrampe des europäischen Weltraumbahnhofs in Französisch-Guayana angekündigt.
Die ersten beiden Stufen der RFA One werden durch Triebwerke des Typs Helix angetrieben. Dieses Triebwerk wurde von RFA auf der Grundlage von Turbopumpentechnologie des ukrainischen Konzerns Juschmasch entwickelt. Das Triebwerk wurde 2022 erstmals gezündet. Damit ist es das erste von einem europäischen Privatunternehmen entwickelte, funktionsfähige Hauptstromtriebwerk.
Als dritte Stufe entwickelt RFA die Kickstufe Redshift OTV, welche die Rakete in die Lage versetzen soll, 1300 kg Nutzlast in 500 km hohe sonnensynchrone Umlaufbahnen und 450 kg in geostationäre Transferbahnen zu tragen.
Zudem wurde das unbemannte Versorgungsraumschiff Argo angekündigt. Es soll über bis zu 4000 kg Nutzlast zu einer Raumstation im Erdorbit und ebenso viel wieder zurück auf die Erde bringen können. Die Nutzlastkapazität wurde im Dezember 2023 angepasst, nachdem im November die Ausschreibungskriterien für das kommerzielle Frachtprogramm der ESA, dem LEO Return Cargo Service, erhöht wurden. Die Triebwerke des Raumschiffes sollen Fenix heißen, und auf Nitromethan basieren. Bei der ersten Ausschreibungsrunde des LEO Return Cargo Service erhielt RFA keinen Zuschlag.